# Euphyia moeraria
Euphyia moeraria là một loài bướm đêm trong họ Geometridae.